# 海南黎族苗族自治州
海南黎族苗族自治州，中国旧自治州名，由广东省管辖，屬於海南行政区。它是當時广東省唯一一個自治州，也是唯一一個屬於黎族的自治州。
1955年由海南黎族苗族自治区改置。在今海南省中南部。辖保亭、乐东、白沙、东方、崖县（今三亞市）、陵水、琼中、昌江等县。自治州人民政府驻通什市（今五指山市）。1987年撤销，改由海南行政区直辖。 